# Les Sorcières d'Eastwick (film)
Pour les articles homonymes, voir Les Sorcières d'Eastwick.
Pour plus de détails, voir Fiche technique et Distribution.
Les Sorcières d'Eastwick (The Witches of Eastwick) est un film fantastique américain réalisé par George Miller et sorti en 1987.
C'est une adaptation cinématographique du roman du même nom de John Updike, paru en 1984. C'est la première adaptation de ce roman, réadapté par la suite à la télévision et en comédie musicale.

## Synopsis
Trois amies vivent à Eastwick, un village tranquille et puritain du Rhode Island. Jane, la rousse, est divorcée et professeur de musique ; Sukie, la blonde, est journaliste et mère de six petites filles que leur père a abandonnées ; Alexandra, la brune, est sculptrice et veuve.
Toutes les trois se réunissent tous les jeudis soir pour parler de tout et de rien mais souvent pour exprimer leurs fantasmes. Par une nuit d'orage, les trois amies, passablement éméchées, s'amusent à faire le portrait-robot de l'amant idéal.
Or, le lendemain, un certain Daryl Van Horne s'installe dans la plus ancienne et somptueuse résidence d'Eastwick où jadis, à l'écart de la ville, les pères fondateurs du village avaient brûlé des sorcières. On ne sait rien de cet homme séduisant qu'entoure une aura de mystère un tant soit peu maléfique. Il va alors se rapprocher des trois femmes et entamer une relation assez particulière avec elles, les révélant à elles-mêmes. Rapidement, cet homme entreprend de charmer les trois jeunes et jolies femmes, l'une après l'autre. Parallèlement, elles vont commencer à développer d'étranges capacités...

## Fiche technique
Sauf indication contraire, les informations mentionnées dans cette section peuvent être confirmées par la base de données cinématographiques IMDb,  présente dans la section « Liens externes ».
- Titre original : The Witches of Eastwick
- Titre francophone : Les Sorcières d'Eastwick
- Réalisation : George Miller
- Scénario : Michael Cristofer, d'après le roman Les Sorcières d'Eastwick de John Updike
- Musique : John Williams
- Direction artistique : Mark W. Mansbridge
- Décors : Polly Platt
- Costumes : Aggie Guerard Rodgers
- Photographie : Vilmos Zsigmond
- Montage : Hubert de La Bouillerie et Richard Francis-Bruce
- Production : Neil Canton, Peter Guber et Jon Peters
- Sociétés de production : Guber-Peters Company et Kennedy Miller
- Société de distribution : Warner Bros.
- Budget : 22 millions de USD
- Pays d'origine :  États-Unis
- Langues originales : anglais
- Format : Couleur - 35 mm - 2.39 : 1 - son Dolby
- Genre : Fantastique
- Durée : 118 minutes
- Dates de sortie :
  -  États-Unis /  Canada /  Québec : 12 juin 1987
  -  France : 10 septembre 1987

## Distribution
- Jack Nicholson (VF : Jean-Pierre Moulin ; VQ : Vincent Davy) : Daryl Van Horne
- Cher (VF : Annie Balestra ; VQ : Madeleine Arsenault) : Alexandra Medford
- Susan Sarandon (VF : Frédérique Tirmont ; VQ : Claudine Chatel) : Jane Spofford
- Michelle Pfeiffer (VF : Maïk Darah ; VQ : Claudie Verdant) : Sukie Ridgemont
- Veronica Cartwright (VF : Martine Meiraghe ; VQ : Élizabeth Chouvalidzé) : Felicia Alden
- Richard Jenkins (VF : Jean-Claude Montalban ; VQ : Hubert Fielden) : Clyde Alden
- Keith Jochim (VF : Jacques Frantz) : Walter Neff
- Carel Struycken : Fidel
- Helen Lloyd Breed : Mme Biddle
- Becca Lish : Mme Neff

 Source: Version française (VF) sur Allodoublage et version québécoise (VQ) sur Doublage Québec.

## Production

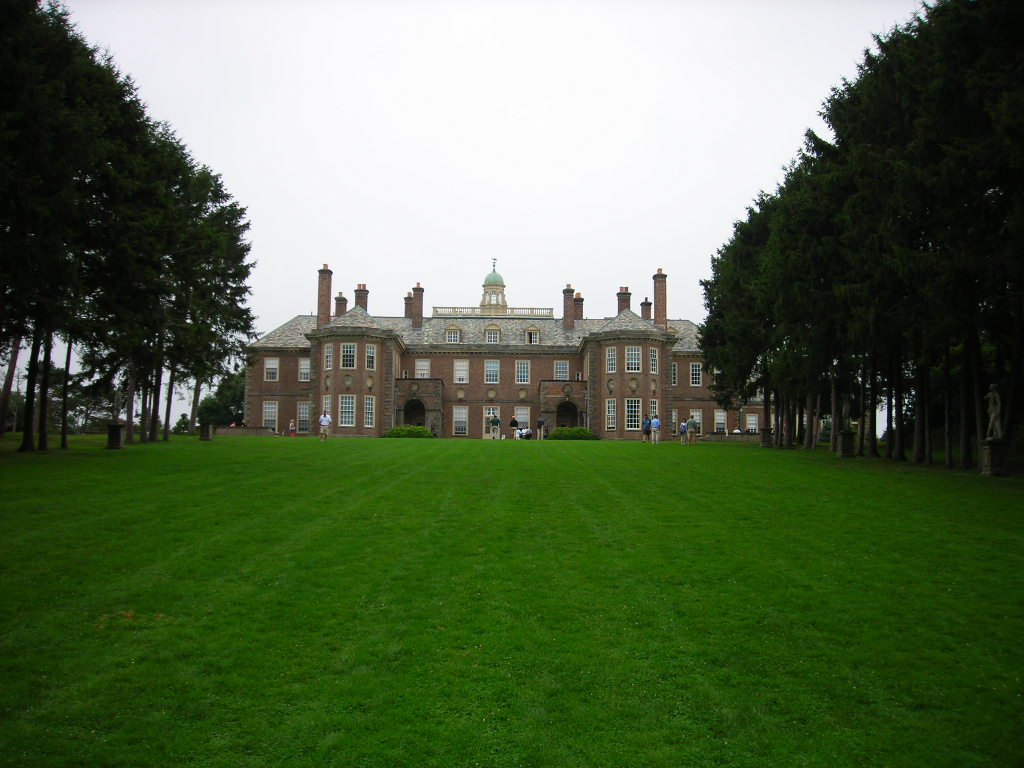
Le Castle Hill à Ipswich, le manoir ayant servi pour les scènes extérieures à la demeure de Daryl Van Horne.

Le tournage du film devait avoir lieu à Little Compton dans le Rhode Island mais Warner Bros. décida de le déplacer à Cohasset dans le Massachusetts à la suite d'une controverse concernant l'éventuelle participation d'une église congrégationaliste de Little Compton à la production du film.
Le tournage débute officiellement le 14 juillet 1986. En plus de Cohasset, certaines scènes furent tournées dans des villes voisines dont Marblehead et Scituate.
Le manoir Castle Hill à Ipswich prête son extérieur à la demeure de Daryl Van Horne. L'entrée de la demeure est celle du Wang Center à Boston. Les autres pièces sont celles du Greystone Mansion à Los Angeles, à l'exception de la piscine et de la bibliothèque, réalisées par la production dans un studio du Warner Bros. Studios.

## Accueil

### Critiques
Le film a reçu un accueil positif de la part de la critique américaine. Sur le site agrégateur de critiques Rotten Tomatoes, il obtient un score de 74 % de critiques positives, avec une note moyenne de 6,3/10 sur la base de 23 critiques positives et 8 négatives et sur Metacritic, il obtient un score de 67/100 sur la base de 11 critiques.
Sur CinemaScore, il obtient la note « B+ » sur une échelle allant d'« A+ » à « F ».

### Box-office
| Pays ou région | Box-office        | Date d'arrêt du box-office | Nombre de semaines |
| -------------- | ----------------- | -------------------------- | ------------------ |
| France         | 1 158 563 entrées | -                          | -                  |
| États-Unis     | 63 766 510 $      | 6 août 1987                | 8                  |

## Distinctions
Sauf indication contraire, les informations mentionnées dans cette section peuvent être confirmées par la base de données cinématographiques IMDb,  présente dans la section « Liens externes ».

### Récompenses
- British Academy Film Awards 1988 : Meilleurs effets visuels
- Los Angeles Film Critics Association Awards 1988 : Meilleur acteur pour Jack Nicholson
- New York Film Critics Circle Awards 1988 : Meilleur acteur pour Jack Nicholson
- Saturn Awards 1988 : Meilleur acteur pour Jack Nicholson

### Nominations
- Cérémonie des Oscars 1988 : 
  - Meilleure musique de film
  - Meilleur mixage de son
- Grammy Awards 1988 : Meilleure bande-originale instrumentale écrite pour un film ou la télévision
- Prix Hugo 1988 : Meilleure présentation dramatique
- Saturn Awards 1988 :
  - Meilleur film fantastique
  - Meilleure actrice pour Susan Sarandon
  - Meilleure actrice dans un second rôle pour Veronica Cartwright
  - Meilleur scénario
  - Meilleure musique
  - Meilleurs effets spéciaux